# فواديسواف تارنوفسكي
فواديسواف تارنوفسكي (بالفرنسية: Władysław Tarnowski)‏ ‏(4 يونيو 1836 - 19 أبريل 1878) مؤلف موسيقي من العصر الرومانسي، بولندي الأصل. كان أيضا شاعرًا وطنيًا بولنديًا

## حياته
ولد فيما سمي لاحقا الامبراطورية النمساوية المجرية و ترعرع في لفيف وكركو، حيث أكمل جامعة جاجيلونيان (كلية الحقوق وكلية الفلسفة). ثم درس الموسيقى في فيينا وباريس ودرسدن روما (درس مع فرانز ليست). وكان الرحالة الشهير و زار مرارا الدول العربية. وكانت هذه الرحلات مصدر إلهام لكثير من أوصافه من أسفاره (خطاب) والشعر (بردى على ضفاف  ترجمة الشعر العربي)، وأوبرا (|أحمد).